# 查子清
查子清 (1903年—1931年9月13日），湖北通山人。中国工农红军将领。
毕业于国立中山大学，1927年参加鄂南农民秋收起义。起义失败后回乡从事秘密工作。1929年，秋参加鄂东游击队。1930年，春任鄂东游击大队大队长，红3军团第8师第4支队参谋长。参加了湘鄂赣边区的游击战。同年6月随红八军第4、5纵队北渡长江，转到鄂豫皖边区活动，后任红十五军1团团长。1931年任红四军10师29团团长。同年9月13日，因白雀园肃反运动被张国焘逮捕，随即被害。